# Harpactea catholica
Harpactea catholica är en spindelart som först beskrevs av Brignoli 1984.  Harpactea catholica ingår i släktet Harpactea och familjen ringögonspindlar. Inga underarter finns listade i Catalogue of Life.